# Rosenbergiodendron densiflorum
Rosenbergiodendron densiflorum är en måreväxtart som först beskrevs av Karl Moritz Schumann, och fick sitt nu gällande namn av Folke Fagerlind. Rosenbergiodendron densiflorum ingår i släktet Rosenbergiodendron och familjen måreväxter. Inga underarter finns listade i Catalogue of Life.